# Clarias gracilentus
Clarias gracilentus är en fiskart som beskrevs av Ng, Dang och Nguyen 2011. Clarias gracilentus ingår i släktet Clarias och familjen Clariidae. Inga underarter finns listade i Catalogue of Life.